# Frances Dove

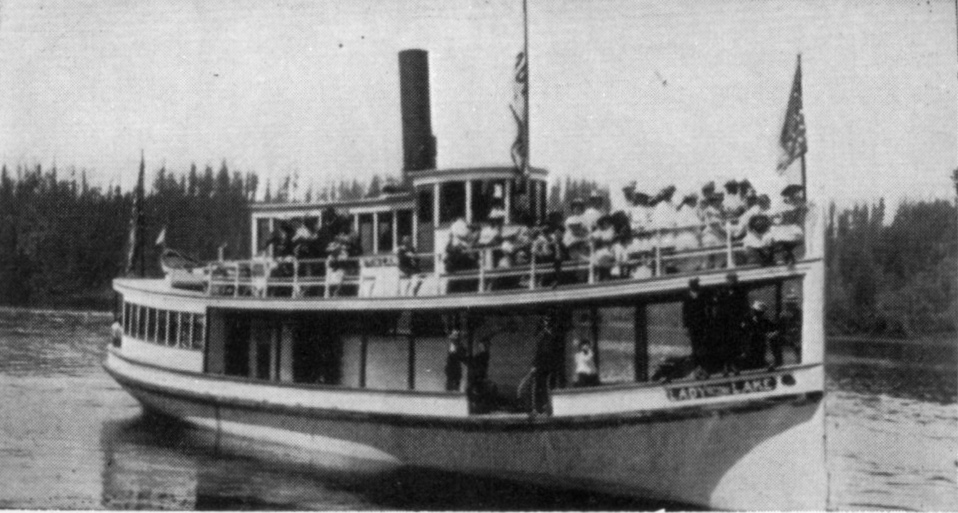
Mode kobiety na pokładzie parostatku w roku ok. 1900 (zdjęcie wykonane na Jeziorze Waszyngtona w Settle)

Dame Jane Frances Dove (ur. 27 czerwca 1847, zm. 21 czerwca 1942) – angielska nauczycielka i działaczka oświatowa, feministka, założycielka Wycombe Abbey i innych szkół dla dziewcząt, sędzia pokoju, odznaczona Orderem Imperium Brytyjskiego.

## Życiorys

### Dzieciństwo i studia
Była córką duchownego z Lincolnshire. Studiowała nauki przyrodnicze w Girton College, Cambridge – pierwszej brytyjskiej szkole wyższej dla kobiet, utworzonej w roku 1869, gdy Frances Dove miała 22 lata. Kolegium ukończyła, jako jedna z pierwszych absolwentek, w roku 1874. Girton – obecnie pełnoprawne kolegium University of Cambridge – nie miało uprawnień do przyznawania dyplomów ukończenia studiów. W tej sytuacji kobiety starające się o potwierdzenie swoich kwalifikacji były zmuszone ubiegać się o dyplomy poza Anglią (Uniwersytet Oksfordzki i University of Cambridge były dla nich zamknięte). Frances Dove należała do kobiet podróżujących w tym celu do Irlandii, gdzie miały możliwość otrzymania dyplomów w Trinity College w Dublinie. Ze względu na środek lokomocji, z którego najczęściej korzystały, były nazywane „steamboat ladies”. Miss Dove otrzymała stopień M.A. w roku 1905.

### Działalność na rzecz edukacji kobiet

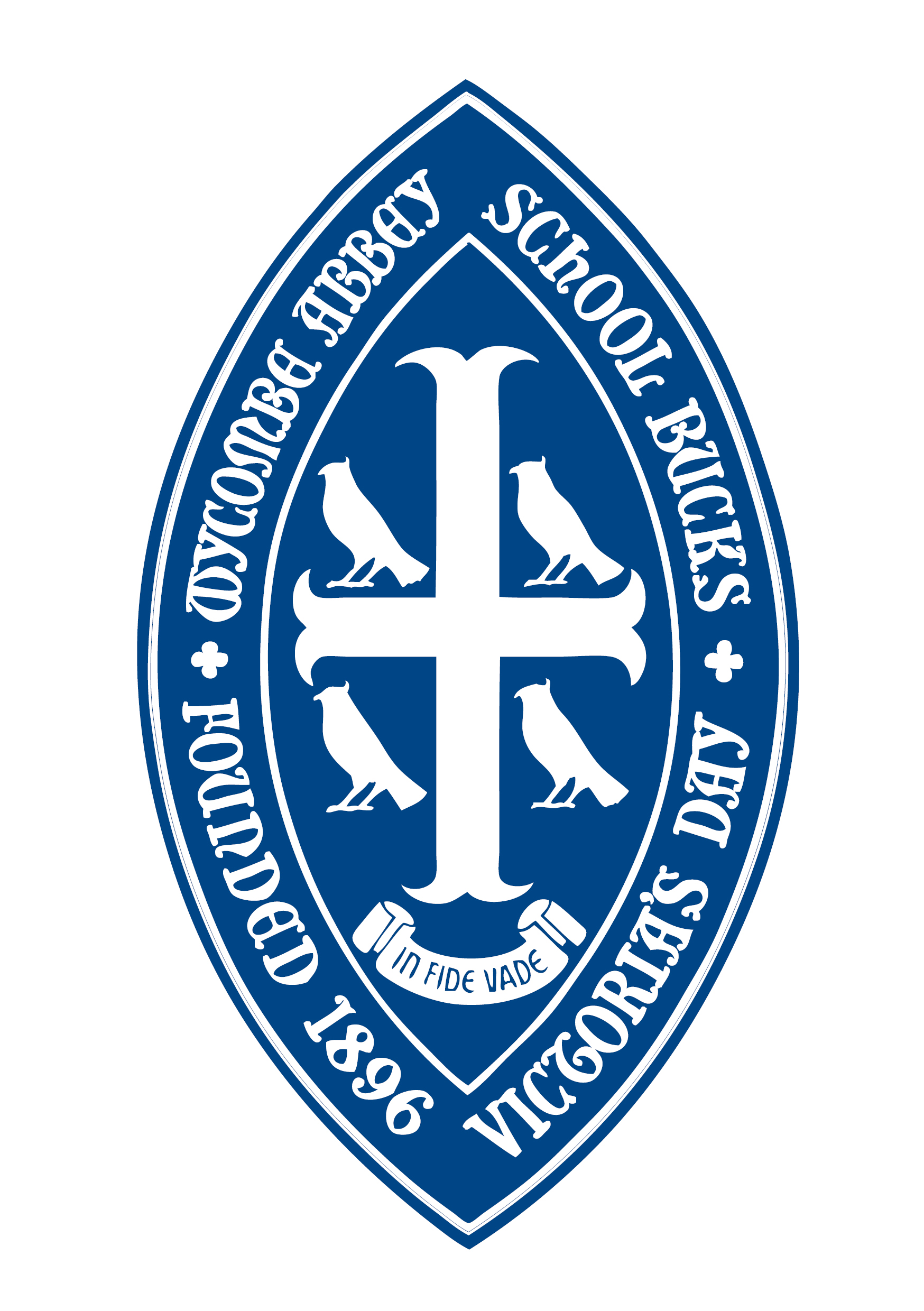
Logo Wycombe Abbey w High Wycombe

W pierwszych latach pracy w dziedzinie organizacji instytucji edukacyjnych dla dziewcząt i kobiet Frances Dove współpracowała z Dorotheą Beale (1831–1906), kierującą od roku 1858 do śmierci Cheltenham Ladies' College (założonym w roku 1854), zapamiętaną również jako założycielka Oxford hall for women w Uniwersytecie Oksfordzkim (1893) i St Hilda's College w Oksfordzie (działające od roku 1893 kolegium żeńskie).
Frances Dove została w roku 1877 zastępczynią Mistress Cheltenham Ladies' College. W następnych latach włączyła się do organizacji St Andrews School for Girls w Fife (St Andrews, Szkocja), założonej w roku 1877 (później nazwanej St Leonard’s School. W latach 1882–1895 pełniła funkcję drugiej z kolei Headmistress.
W roku 1895 odeszła z St Leonard’s School, aby podjąć najbardziej doniosłe dzieło swojego życia – organizację podobnej szkoły dla dziewcząt w Anglii południowej, w High Wycombe (Buckinghamshire). W Wycombe Abbey School  uczyło się początkowo 40 dziewcząt. Szkoła zajmowała posiadłość Abbey (z 30 akrami ziemi) zakupioną w roku 1896 od trzeciego barona Carringtona (zob. baronowie Carrington). Frances Dove została pierwszą headmistress; pełniła tę funkcję przez czternaście lat. Pracowała w Wycombe Abbey do emerytury w roku 1910, a również po jej uzyskaniu.
Była aktywna również poza Abbey.  Zaangażowała się w tworzenie Godstowe School (1900)  pierwszej w Anglii powszechnej szkoły podstawowej dla dziewcząt, którą założyła i kierowała Mrs Scott, zachęcana i wspierana przez Frances Dove. Godstowe od początku istnienia ściśle współpracowała z Wycombe Abbey (kontakty zostały zachowane do XXI w.).
Frances Dove założyła  w High Wycombe Central Aid Society (1906), które do czasów współczesnych pomaga potrzebującym. Przyczyniła się do założenia St John’s Church oraz Loakes Park School, założyła miejską bibliotekę i Children's Health Centre. W roku 1907 została wybrana do High Wycombe Borough Council; w następnym roku kandydowała na burmistrza High Wycombe (co było ewenementem), jednak radni-mężczyźni nie wyrazili zgody na zwierzchnictwo kobiety. Ograniczono się do przyznania jej dwóch głosów w czasie Special General Meeting's.
Kolejną szkołę, wzorowaną na Wycombe Abbey i Benenden School, założono w roku 1923 w Kent, pod nazwą Benenden School. Jej założycielkami i początkowymi kierowniczkami były trzy wcześniejsze członkinie zespołu pedagogicznego z Wycombe.

## Publikacje
Książki w books.google.pl:
- Madeline Agar, Jane Frances Dove: A Primer of School Gardening… (wprowadzenie: J.F. Dove), Wydawca	London, 1909,
- Dorothea Beale, Lucy Helen Muriel Soulsby, Jane Frances Dove, Work and Play in Girls' Schools (Longmans, Green, 1898, 1901).

## Uhonorowanie i upamiętnienie
Frances Dove została odznaczona Orderem Imperium Brytyjskiego z tytułem dame (1928). Otrzymała też tytuł sędziego pokoju (Justice of the Peace, 1921).
W tzw. „Dove Window” – jednym z witraży Kościoła pw. Wszystkich Świętych w High Wycombe, upamiętniono nie tylko Frances Dove; w witrażu znajdują się wizerunki i nazwiska wielu innych kobiet, które wytrwale przeciwdziałały męskiej dominacji. Obok wizerunków Świętej Małgorzaty Szkockiej, Małgorzaty Beaufort i innych historycznych postaci, zamieszczono m.in. nazwiska: Emily Davies, Elizabeth Garrett Anderson, Octavia Hill, Sophia Jex-Blake.
Portrety Dame (Jane) Frances Dove (1847–1942) – Founder of Wycombe Abbey School and Governor of Girton College – znajdują się w kolekcji National Portrait Gallery w Londynie. Na ścianie budynku przy 26 Priory Avenue, w którym mieszkała, ulokowano pamiątkową Blue plaque z napisem Dame Frances Dove (1847–1942), Dame and educator. Elsie Edith Bowerman opisała jej życie w biograficznej książce pt. Stands There a School: Memories of Dame Frances Dove, D.B.E., Founder of Wycombe Abbey School.